# Rag Doll (Aerosmith)
Rag Doll è un brano musicale del gruppo hard rock statunitense Aerosmith. Fu pubblicata come primo singolo dall'album Permanent Vacation del 1987. Fu scritta da Holly Knight, Joe Perry, Steven Tyler e Jim Vallance.
Ha raggiunto la posizione numero 12 della Hot Mainstream Rock Tracks, la numero 17 della Billboard Hot 100 negli Stati Uniti, e la numero 42 della Official Singles Chart nel Regno Unito

## Storia
Il testo della canzone è stato scritto principalmente da Steven Tyler e Jim Vallance, Joe Perry ha composto il riff di pedal steel guitar, e Vallance ha poi aggiunto la linea di basso. Inizialmente, il pezzo doveva intitolarsi Rag Time, ma alla band non piaceva particolarmente, ed è stato chiamato l'autore esterno Holly Knight per contribuire a cambiare alcuni versi del brano. Egli ha proposto il titolo Rag Doll, che in realtà era un altro titolo a cui avevano pensato Tyler e Vallance.

## Lato B
Il lato B del singolo Rag Doll contiene una versione alternativa al brano originale, ed è sottotitolata Mix Rockapella. Questa versione si differenzia soprattutto per una sezione a fiati molto più presente rispetto alla traccia contenuta nell'album.

## Video musicale
Il videoclip di Rag Doll mostra gli Aerosmith esibirsi in diversi locali differenti (si nota perché in alcune scene la band appare vestita in maniera diversa rispetto ad altre, e anche perché solo in alcune è presente Steven Tyler con una bandana in testa). In alcuni momenti, si vede la band mentre gira per le strade di New Orleans. Nella scena finale, si vede Steven Tyler mentre guida una vecchia Shelby Cobra in Hamilton Street, a Johnson City.
Come tutti i video dei singoli estratti da Permanent Vacation, anche questo è stato diretto da Marty Callner.

## Formazione
Gruppo
- Steven Tyler - voce
- Joe Perry - pedal steel guitar, cori
- Brad Whitford - chitarra
- Tom Hamilton - basso
- Joey Kramer - batteria

Altri musicisti
- Tom Keenlyside – clarinetto, sassofono tenore
- Ian Putz - sassofono baritono
- Bob Rogers – trombone
- Jim Vallance – organo

## Classifiche
| Classifica (1988)                        | Posizione |
| ---------------------------------------- | --------- |
| Australia                                | 73        |
| Canada                                   | 23        |
| Italia (FIMI)                            | 13        |
| Paesi Bassi                              | 16        |
| Regno Unito (Official Singles Chart)     | 42        |
| Stati Uniti (Billboard Hot 100)          | 17        |
| Stati Uniti (Hot Mainstream Rock Tracks) | 12        |

### Classifiche di fine anno
| Classifica (1988) | Posizione |
| ----------------- | --------- |
| Italia            | 91        |